# نادی‌تارچا
نادی‌تارچا (به مجاری:  Nagytarcsa) یک شهرداری در مجارستان است که در ناحیه گودوللو واقع شده‌است. نادی‌تارچا ۱۲٫۱۳ کیلومتر مربع مساحت و ۳٬۴۵۴ نفر جمعیت دارد.